# Quarterly Journal of Political Science
 (mai 2017).
Si vous disposez d'ouvrages ou d'articles de référence ou si vous connaissez des sites web de qualité traitant du thème abordé ici, merci de compléter l'article en donnant les références utiles à sa vérifiabilité et en les liant à la section « Notes et références ».
Le Quarterly Journal of Political Science est une revue de science politique spécialisée en méthodologie politique.